# Ringette
Ringette ist eine Sportart, die 1963 in North Bay, Ontario in Kanada erfunden wurde. Sie ähnelt dem Eishockey und war ursprünglich für Frauen gedacht. Zurzeit gibt es 50.000 Menschen, die sich in Kanada mit diesem Sport beschäftigen. Der Sport ist außerdem in den USA, Finnland, Schweden, Russland und Frankreich bekannt.
Ringette wird mit einem länglichen Stock anstatt mit einem Eishockeyschläger sowie mit einem Gummiring anstatt mit einem Puck gespielt. Die Spieler müssen die Gummiringe mit Hilfe des Stockes im gegnerischen Tor unterbringen, das mit dem Eishockeytor identisch ist.
Eine Mannschaft besteht aus 11 bis 17 Personen. Dabei dürfen nur 6 Personen gleichzeitig auf dem Eis stehen (1 Goalie, 2 Verteidiger, 1 Center, 2 Stürmer).